# Fontella Bass
Fontella Bass (Saint Louis, 3 luglio 1940 – Saint Louis, 26 dicembre 2012) è stata una cantante statunitense.
È conosciuta soprattutto per il suo brano del 1965 Rescue Me.

## Biografia
Nata in Missouri, era figlia della cantante gospel Martha Bass - componente del gruppo The Famous Ward Singers - nonché sorella di un altro cantante, David Peaston.
Esordì nei primi anni '60 dopo aver firmato il suo primo contratto con la Chess Records. Tuttavia uscirà un unico album con questa etichetta, The New Look. Nei primi anni di carriera duettò con Bobby McClure.
Dall'album The New Look venne estratto il singolo Rescue Me (1965), che otterrà un grande successo sia negli Stati Uniti sia nel Regno Unito, e che sarà poi interpretato come cover da numerose artiste tra cui Cher (nell'album del 1974 Dark Lady), Diana Ross e Pat Benatar. Alla registrazione del brano, effettuata a Chicago, partecipò tra gli altri Maurice White (Earth, Wind & Fire).
Nel 1970 tornò in studio con l'Art Ensemble of Chicago per l'album Les Stances a Sophie, colonna sonora dell'omonimo film di Moshe Mizrahi. Del gruppo Art Ensemble of Chicago faceva parte anche suo marito, il trombettista jazz Lester Bowie.
Pubblicò alcuni album di scarso successo negli anni '90. Collabora con The Cinematic Orchestra negli album Every Day (2002) e Ma Fleur (2007).
È morta nel dicembre 2012, all'età di 72 anni, a causa delle complicazioni di un infarto.

## Discografia

### Album
- 1966 - The New Look
- 1970 - Les Stances a Sophie (con Art Ensemble of Chicago)
- 1972 - Free
- 1980 - From the Root to the Source
- 1992 - Rescued: The Best of Fontella Bass
- 1995 - No Ways Tired
- 1996 - Now That I Found a Good Thing
- 2001 - Travelin'

### Singoli
- 1965 - Don't Mess Up a Good Thing (con Bobby McClure)
- 1965 - You'll Miss Me (When I'm Gone) (con Bobby McClure)
- 1965 - Rescue Me
- 1966 - Recovery
- 1966 - I Can't Rest/I Surrender
- 1966 - You'll Never Ever Know/Safe and Sound
- 1967 - Lucky in Love/Sweet Lovin' Daddy